# Тулачермет
«Тулачермет», ранее — Новотульский металлургический завод (НТМЗ) — российское металлургическое предприятие, производитель товарного чугуна. Расположено в городе Туле. Входит в состав Промышленно-металлургического холдинга (ПМХ).

## История
Летом 1931 года началось строительство завода и рабочего поселка под Тулой. Вскоре стройка была объявлена «ударной», и уже через четыре года, 15 июня 1935 года была запущена первая доменная печь, ещё через год — доменная печь № 2.
Осенью 1941 года, вскоре после начала Великой Отечественной войны, завод был остановлен и эвакуирован в Нижний Тагил и Магнитогорск. Производство в Туле было восстановлено в 1944 году.
В послевоенные годы Тулачермет являлся промышленно-экспериментальной площадкой металлургической индустрии СССР. В 1948 году на новой ДП-1 были впервые в мире произведены опытные плавки с использованием обогащённого кислородом дутья. В 1953 году была пущена первая в СССР установка непрерывной разливки стали вертикального типа. Курировал эти проекты академик Иван Бардин.
В 1960 году на заводе был создан филиал Центрального научно-исследовательского института чёрной металлургии, который вел разработку новых технологических процессов.
В 1970—1980-е годы был запущен цех по производству легированных порошков и сплавов (сейчас — отдельное предприятие в составе ПМХ — «Полема»), получена первая металлическая заготовка методом непрерывной разливки, создан новый способ выплавки стали в конверторе из шихты, содержащей 100 % металлического лома.
Предприятие было акционировано в 1991 году.
В 2002 году Тулачермет вошел в состав Промышленно-металлургического холдинга (ПМХ).
В ноябре 2016 года была запущена установка десульфурации чугуна проектной мощностью 700 тыс. тонн в год.

## Описание
В 2017 году выплавка чугуна составила 2,28 млн тонн (+3 % г/г). В 2019 году выручка составила 53,7 млрд руб.
Большая часть продукции экспортируется. Доля «Тулачермета» по товарному чугуну на российском рынке составляет более 40 %.
Доменная печь № 1 (ДП-1)
- Объем — 1510 м3 (в настоящее время на реконструкции)
- Производительность после ремонта — 3 500 тонн/сутки
- Запуск в эксплуатацию запланирован на 2019 год

Доменная печь № 2 (ДП-2)
- Объем — 1144 м3
- Производительность — 1950 тонн жидкого чугуна/сутки
- Выпускает высококачественные передельные и литейные чугуны

Доменная печь № 3 (ДП-3)
- Объем — 2200 м3
- Производительность — 4500 тонн жидкого чугуна/сутки
- Выпускает передельный чугун
- Работает на комбинированном дутье

Установка десульфурации чугуна
- Используется для увеличения выплавки конкурентоспособной продукции — чистых по примесям чугунов
- Мощность — до 700 тыс. т/год.
- Обработка чугуна производится в чугуновозных ковшах порошковой проволокой с магнийсодержащими реагентами

Аглофабрика
В составе аглофабрики работают 3 агломашины общей мощностью 3,4 млн т/год, уникальным достижением является работа 100 % тонкоизмельченных концентратов в агломерационной шихте в высоком слое (более 500 мм) с удельной производительностью 1,6 м2*т/ч
- Агломашина № 1,2 — площадь спекания — 102 м2
- Агломашины № 3 — площадь спекания — 93,5 м2

## Галерея

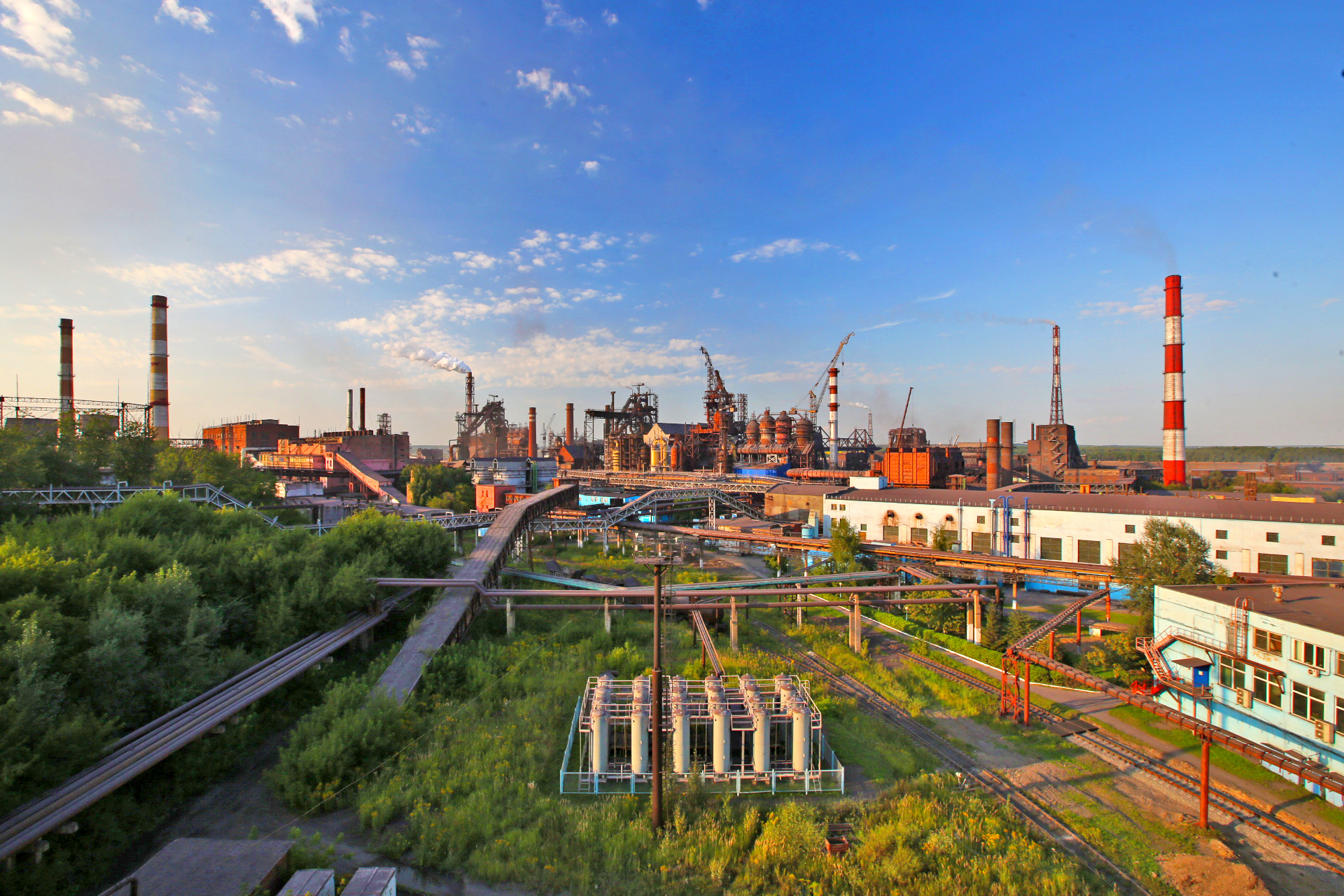
Панорама Тулачермет
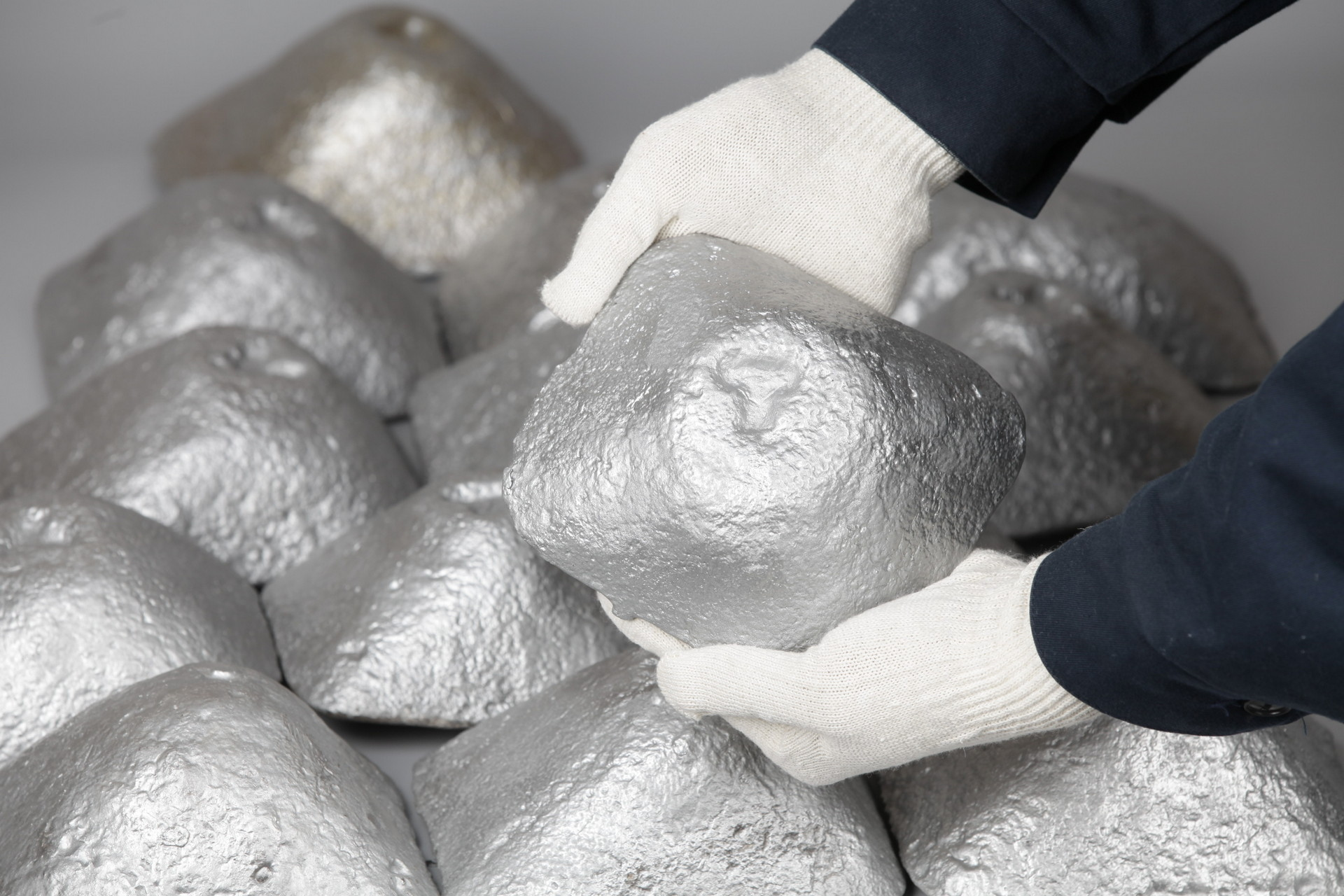
Тульский чугун
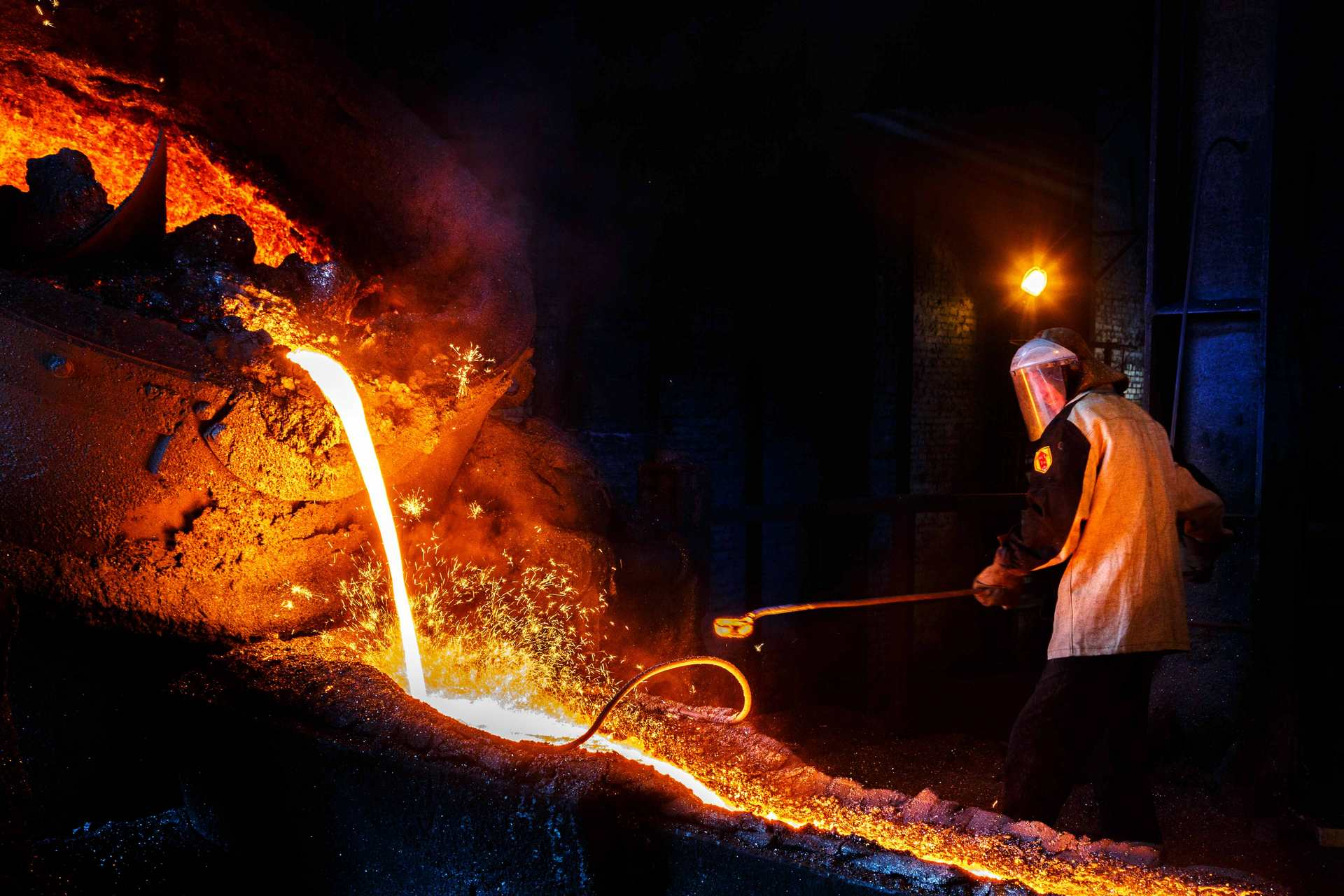
Разливочная машина

## Персоналии
- Манохин, Анатолий Иванович — директор завода в 1970-е, впоследствии академик АН СССР.